# Euselates pulchella
Euselates pulchella är en skalbaggsart som beskrevs av Raffaello Gestro 1891. Euselates pulchella ingår i släktet Euselates och familjen Cetoniidae. Inga underarter finns listade i Catalogue of Life.